# Freio de boca

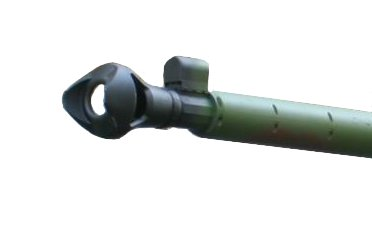
O freio de boca do canhão de 105 mm de um carro blindado AMX 10 RC.

Freio de boca, é um termo que designa o dispositivo colocado na boca (muzzle) do cano de um canhão ou qualquer arma de fogo para defletir o fluxo de gases para trás, de forma a reduzir o recuo provocado pelo tiro. É um dispositivo que pode fazer parte do cano da arma ou ser removível.

## Características

Diagrama em corte de um freio de boca.

Hoje em dia os freios de boca das armas são praticamente todos removíveis, não fazendo parte do cano ou tubo-canhão. Recomenda-se, no entanto, utilizá-los sempre montados no cano para executar o tiro, uma vez que esse tipo de dispositivo atenua o recuo da arma durante o tiro em percentagens bastante elevadas, normalmente compreendidas entre os 10 e os 40%. O freio de boca produz também um efeito contrário à tendência natural que uma arma tem de se elevar durante o tiro, principalmente se for uma arma automática ou de rajada por exemplo.
Cada freio-de-boca possui características diferentes que foram pensadas e testadas pelo fabricante ou modificante da arma com determinados objetivos, como por exemplo reduzir o recuo em determinada percentagem e/ou compensar em elevação o desvio provocado pelo tiro. Pelo fato de compensar o recuo da arma, pode também chamar-se compensador de recuo o freio de boca.
No caso de uma fuzil, o dispositivo passa a chamar-se "tapa-chamas", "quebra-chamas" ou "oculta-chamas", tradução de "flash-hider"ou "flash supressor", pelo fato de que em um fuzil o objetivo principal do dispositivo é reduzir o "fogo" (clarão) da boca do cano, especialmente durante a noite. Há também preocupação com o recuo em fuzis que utilizam projéteis muito poderosos, como por exemplo o calibre .50 (12,7 mm) utilizado em fuzis de precisão e de longo alcance 'anti-material', como o Barrett M82.